# Марушкин, Юрий Фёдорович
Ю́рий Фёдорович Ма́рушкин (10 июля 1944 — 12 декабря 2015) — советский футболист, полузащитник. Мастер спорта СССР, заслуженный тренер России, кандидат педагогических наук.

## Карьера
Начинал играть в футбол ещё в детстве, в селе Салтыково (Пензенская область). В 1953 году вместе с родителями переехал в Москву, где в 10 лет пошёл в футбольную школу московского «Динамо». Первый тренер — Александр Квасников. В 1962 году после окончания школы был определён в дубль московского «Динамо», где провёл два сезона. Потом была армейская служба. Служил в Москве, где играл за дубль «Динамо», позже был переведён в Брянск.
В 1965 году в брянском «Динамо» тренером работал Юрий Людницкий, который доверил место в центре полузащиты малоизвестному футболисту, который «влился» в команду на долгие годы. Восемь сезонов был капитаном команды. Всего в первенствах страны за брянское «Динамо» провёл 389 игр и забил 53 гола. В 1968 году удостоен звания Мастер спорта СССР.
В 1972 году окончил Смоленский институт физической культуры, и решил стать тренером. В 1977 году становится старшим тренером брянского «Динамо». В 1978 году поступает на учёбу в Высшую школу тренеров. За время учёбы в ВШТ проходил стажировку в лучших клубах Голландии — «Аяксе» и «Фейеноорде». Во время московской Олимпиады-80 был приглашён работать в составе комплексной научной группы со сборной СССР, которой руководил тогда Константин Бесков. В 1981 году вновь становится старшим тренером брянского «Динамо».
В 1991 году становится главным тренером «Кубани». С 1993 года работает в структуре ФК «Ротор», попеременно работая тренером и главным тренером дубля. Вместе с Петром Орловым является создателем спортинтерната «Ротор». В 2004 году исполнял обязанности главного тренера основной команды.
В последние годы жизни работал в системе СДЮСШОР «Зенит-Волгоград», был старшим тренером-методистом. Являлся членом исполкома Федерации футбола Волгоградской области.

## Достижения
- Победитель зоны «1» класса «Б» (2): 1967, 1968[5].

## Награды
- Мастер спорта СССР;
- Заслуженный тренер России;
- Почётная грамота Губернатора Брянской области (2014)[6];
- Памятная медаль «70 лет освобождения Брянской области от немецко-фашистских захватчиков» (2014)[6].

## Семья
Сын — Сергей (1968 г.р.), работал в структуре ФК «Ротор» и ФК «Ростов» на административных должностях.